# フィリップ・ビリング
フィリップ・ビリング（Philip Billing, 1996年6月11日 - ）は、デンマーク出身のサッカー選手。セリエA・SSCナポリ所属。ポジションはミッドフィールダー。

## クラブ経歴
2013年にハダースフィールド・タウンFCと4年間の契約を結ぶ。翌年4月26日のレスター・シティFC戦でデビュー。
その後2016-17シーズンにハダースフィールドのプレミアリーグ昇格を経験し、2018-19シーズンは開幕2試合で先発出場した。
2019年7月29日、AFCボーンマスと長期契約を結んだ。
2025年1月11日、SSCナポリへレンタル移籍。買取OP付きで契約期間は24-25シーズンまでとなる。

## 代表経歴
2020年10月7日、フェロー諸島代表との親善試合で代表初出場。